# ローガン・ダーネル
ローガン・リース・ダーネル（Logan Reece Darnell , 1989年2月2日 - ）は、アメリカ合衆国・テネシー州デビッドソン郡ジョエルトン出身のプロ野球選手（投手）。左投左打。現在はフリーエージェント（FA）。台湾球界での登録名は「達尼爾」。

## 経歴

### プロ入りとツインズ時代
2010年のMLBドラフト6巡目（全体195位）でミネソタ・ツインズから指名され、プロ入り。この年は傘下のアパラチアンリーグのルーキー級エリザベストン・ツインズでプロデビュー。11試合（先発5試合）に登板して2勝3敗・防御率2.08・32奪三振の成績を残した。
2011年はまずA級ベロイト・スナッパーズでプレーし、6試合に先発登板して2勝2敗・防御率3.78・24奪三振の成績を残した。5月にA+級フォートマイヤーズ・ミラクルへ昇格。15試合に先発登板して8勝3敗・防御率4.17・46奪三振の成績を残した。8月にAA級ニューブリテン・ロックキャッツへ昇格。5試合に先発登板して1勝1敗・防御率5.58・20奪三振の成績を残した。
2012年はAA級ニューブリテンでプレーし、28試合に先発登板して11勝12敗・防御率5.08・98奪三振の成績を残した。オフにはアリゾナ・フォールリーグに参加し、ピオリア・ハベリーナズに所属した。
2013年はAA級ニューブリテンでプレーし、15試合に先発登板して6勝6敗・防御率2.61・77奪三振の成績を残した。6月にAAA級ロチェスター・レッドウイングスへ昇格。12試合（先発11試合）に先発登板して4勝4敗・防御率4.26・43奪三振の成績を残した。オフの11月20日にツインズとメジャー契約を結び、40人枠入りを果たした。
2014年3月9日にAAA級ロチェスターへ配属され、そのまま開幕を迎えた。AAA級ロチェスターでは4試合に先発として登板して防御率1.69と好投。5月2日にメジャーへ昇格し、6日のクリーブランド・インディアンス戦でメジャーデビュー。4点ビハインドの6回裏から登板し、3回を無安打無失点1奪三振に抑えた。翌7日にAAA級ロチェスターへ降格した。最終的には、4試合の先発登板を含む7試合・24.0イニングに投げたが、5本の本塁打を記録され防御率7.13となり、メジャー初勝利はならなかった。
2015年は、引き続きAAA級ロチェスターに所属し、7試合の先発登板を含む35試合に投げた。内容は、5勝1敗・防御率2.78というものだったが、メジャーでは投げる機会がなかった。
2016年1月22日にDFAとなり、29日に40人枠を外れる形でAAA級ロチェスターへ配属された。この年は18試合に先発登板して8勝8敗・防御率3.53・53奪三振の成績を残した。オフの11月7日にFAとなった。

### ツインズ退団後
2017年3月15日に独立リーグ・アトランティックリーグのサマセット・ペイトリオッツと契約。4試合に先発登板して2勝1敗・防御率4.71・13奪三振の成績を残した。
5月9日にロサンゼルス・ドジャースとマイナー契約を結び、傘下のAAA級オクラホマシティ・ドジャースへ配属された。6月1日に自由契約となり、同日にサマセット・ペイトリオッツへ復帰した。
7月6日にタンパベイ・レイズとマイナー契約を結び、傘下のAA級モンゴメリー・ビスケッツへ配属された。
2019年は、独立リーグとメキシカンリーグでプレーした。

### 統一ライオンズ時代
2020年4月29日にCPBLの統一ライオンズに入団する事が決まった。10試合に登板し2勝2敗、防御率8.01と成績は振るわず、7月15日に解雇となった。

## 詳細情報

### 年度別投手成績
| 年 度     | 球 団     | 登 板 | 先 発 | 完 投 | 完 封 | 無 四 球 | 勝 利 | 敗 戦 | セ 丨 ブ | ホ 丨 ル ド | 勝 率 | 打 者 | 投 球 回 | 被 安 打 | 被 本 塁 打 | 与 四 球 | 敬 遠 | 与 死 球 | 奪 三 振 | 暴 投 | ボ 丨 ク | 失 点 | 自 責 点 | 防 御 率 | W H I P |
| --------- | --------- | ----- | ----- | ----- | ----- | -------- | ----- | ----- | -------- | ----------- | ----- | ----- | -------- | -------- | ----------- | -------- | ----- | -------- | -------- | ----- | -------- | ----- | -------- | -------- | ------- |
| 2014      | MIN       | 7     | 4     | 0     | 0     | 0        | 0     | 2     | 0        | 0           | .000  | 112   | 24.0     | 31       | 5           | 8        | 0     | 1        | 22       | 0     | 0        | 20    | 19       | 7.13     | 1.63    |
| 2020      | 統一      | 10    | 7     | 0     | 0     | 0        | 2     | 2     | 0        | 0           | .500  | 191   | 39.1     | 70       | 3           | 8        | 0     | 0        | 36       | 1     | 0        | 37    | 35       | 8.01     | 1.98    |
| MLB：1年  | MLB：1年  | 7     | 4     | 0     | 0     | 0        | 0     | 2     | 0        | 0           | .000  | 112   | 24.0     | 31       | 5           | 8        | 0     | 1        | 22       | 0     | 0        | 20    | 19       | 7.13     | 1.63    |
| CPBL：1年 | CPBL：1年 | 10    | 7     | 0     | 0     | 0        | 2     | 2     | 0        | 0           | .500  | 191   | 39.1     | 70       | 3           | 8        | 0     | 0        | 36       | 1     | 0        | 37    | 35       | 8.01     | 1.98    |

- 2020年度シーズン終了時

### 背番号
- 38（2014年）
- 75（2020年）